# Одрински конгрес на ВМОРО (1908)
Одринският окръжен конгрес на IV Одрински революционен окръг на Вътрешната македоно-одринска революционна организация се провежда от 31 август до 1 септември 1908 г. в Одрин, Османската империя.
Конгресът се провежда в условията на провъзгласения след Младотурската революция през юли 1908 година Хуриет. Одринските революционни дейци решават да участват в предстоящите избори за депутати от Одринския вилает или със самостоятелна листа или в компромис с други организации. Също така е решено да започне издаването на вестник „Одринска заря“, за чиито редактори са определени Димитър Катерински, Анастас Разбойников, Димитър Нашев и Ангел Попкиров.
Новото Окръжно ръководно тяло е в състав: Стамат Икономов, д-р Страшимир Дочков, Георги Попаянов, Анастас Разбойников, Климент Шапкарев. За представители в Постоянното присъствие на ВМОРО в Солун са определени Михаил Герджиков, Анастас Разбойников, Стамат Икономов, Димитър Груев, Георги Попаянов, д.р Страшимир Дочков, Коста Георгиев и Ламби Мърдев.
След конгреса избрана група – Герджиков, Икономов, Катерински и Разбойников, се среща с младотурците в Одрин, но не постигат разбирателство.